# Mistrovství světa ve fotbale 2022 – skupina A
Skupina A Mistrovství světa ve fotbale 2022 začala 20. listopadu a skončila 29. listopadu 2022. Tvoří ji Katar, Ekvádor, Senegal a Nizozemsko. Dva nejlepší týmy postoupí do osmifinále.

## Týmy
| Výchozí Umístění ve skupině | Tým        | Koš | Federace | Kvalifikoval se jako:               | Datum zajištění účasti | Pořadí účasti na MS | Po sobě jdoucí účasti na MS | Poslední účast | Nejlepší umístění                   | Umístění v žebříčku FIFA | Umístění v žebříčku FIFA |
| Výchozí Umístění ve skupině | Tým        | Koš | Federace | Kvalifikoval se jako:               | Datum zajištění účasti | Pořadí účasti na MS | Po sobě jdoucí účasti na MS | Poslední účast | Nejlepší umístění                   | Březen 2022              | Říjen 2022               |
| --------------------------- | ---------- | --- | -------- | ----------------------------------- | ---------------------- | ------------------- | --------------------------- | -------------- | ----------------------------------- | ------------------------ | ------------------------ |
| A1                          | Katar      | 1   | AFC      | Hostitel                            | 2. prosince            | 1.                  | —                           | —              | —                                   | 51.                      | 50.                      |
| A2                          | Ekvádor    | 4   | CONMEBOL | 4. tým kvalifikace CONMEBOL         | 24. března             | 4.                  | 1.                          | 2014           | Osmifinále (2006)                   | 46.                      | 44.                      |
| A3                          | Senegal    | 3   | CAF      | Vítěz třetí fáze CAF                | 29. března             | 3.                  | . 2.                        | 2018           | Čtvrtfinále (2002)                  | 20.                      | 18.                      |
| A4                          | Nizozemsko | 2   | UEFA     | vítěz kvalifikační skupiny G (UEFA) | 16. listopadu 2021     | 11.                 | 1.                          | 2014           | Stříbrná medaile (1974, 1978, 2010) | 10.                      | 8.                       |

## Tabulka
| Tým        | Z | V | R | P | VG | IG | +/- | B |
| ---------- | - | - | - | - | -- | -- | --- | - |
| Nizozemsko | 3 | 2 | 1 | 0 | 5  | 1  | +4  | 7 |
| Senegal    | 3 | 2 | 0 | 1 | 5  | 4  | +1  | 6 |
| Ekvádor    | 3 | 1 | 1 | 1 | 4  | 3  | +1  | 4 |
| Katar      | 3 | 0 | 0 | 3 | 1  | 7  | -6  | 0 |

## Zápasy
1. kolo

### Katar – Ekvádor
| 20. listopadu 2022 17:00 (UTC+3) |        |                                |                                                               |
| Katar                            | 0 : 2  | Ekvádor                        | Stadion Bajt, Al Chúr diváci: 67 372 rozhodčí: Daniele Orsato |
|                                  | Zpráva | 16' (pen.), 31' Enner Valencia | Stadion Bajt, Al Chúr diváci: 67 372 rozhodčí: Daniele Orsato |

| Katar | Ekvádor |

| BR                    | 1  | Sád Al Šíb        | 15' |     |
| PKO                   | 2  | Ró-Ró             |     |     |
| SO                    | 15 | Bassam Al-Rawí    |     |     |
| SO                    | 16 | Búlem Chúchí      |     |     |
| SO                    | 3  | Abdelkarim Hassan |     |     |
| LKO                   | 14 | Homám Ahmed       |     |     |
| SZ                    | 10 | Hasán Hajdoš      | (c) | 72' |
| SZ                    | 12 | Karim Búdiaf      | 36' |     |
| SZ                    | 6  | Abdulazíz Hatem   |     |     |
| HÚ                    | 19 | Almoéz Alí        | 22' | 72' |
| HÚ                    | 11 | Akrám Afíf        | 78' |     |
| Nahrazující:          |    |                   |     |     |
| Ú                     | 9  | Muhammad Muntarí  |     | 72' |
| O                     | 4  | Muhammad Wád      |     | 72' |
| Trenér: Félix Sánchez |    |                   |     |     |

| BR                     | 1  | Hernán Galíndez    |     |     |
| PO                     | 17 | Angelo Preciado    |     |     |
| SO                     | 2  | Félix Torres       |     |     |
| SO                     | 3  | Piero Hincapié     |     |     |
| LO                     | 7  | Pervis Estupiñán   |     |     |
| PZ                     | 19 | Gonzalo Plata      |     |     |
| SZ                     | 20 | Sebas Méndez       | 56' |     |
| SZ                     | 23 | Moisés Caicedo     | 29' | 90' |
| LZ                     | 10 | Romario Ibarra     |     | 68' |
| HÚ                     | 13 | Enner Valencia (c) |     | 77' |
| HÚ                     | 11 | Michael Estrada    |     | 90' |
| Nahrazující:           |    |                    |     |     |
| Z                      | 16 | Jeremy Sarmiento   |     | 68' |
| Z                      | 5  | José Cifuentes     |     | 77' |
| Ú                      | 26 | Kevin Rodríguez    |     | 90' |
| Z                      | 21 | Alan Franco        |     | 90' |
| Trenér: Gustavo Alfaro |    |                    |     |     |

| Muž zápasu: Enner Valencia Asistenti rozhodčího: Ciro Carbone Alessandro Giallatini Čtvrtý rozhodčí: István Kovács Náhradní rozhodčí: Ovidiu Artene Videorozhodčí: Massimiliano Irrati Asistenti videorozhodčího: Paolo Valeri Tomasz Listkiewicz Benoît Millot Paweł Sokolnicki |

### Senegal – Nizozemsko
| 21. listopadu 2022 17:00 (UTC+3) |        |                                    |                                                                   |
| Senegal                          | 0 : 2  | Nizozemsko                         | Al Thumama Stadium, Dauhá diváci: 41 721 rozhodčí: Wilton Sampaio |
|                                  | Zpráva | 84' Cody Gakpo 90+9' Davy Klaassen | Al Thumama Stadium, Dauhá diváci: 41 721 rozhodčí: Wilton Sampaio |

| Senegal | Nizozemsko |

| GK          | 16 | Édouard Mendy         |       |     |
| RB          | 21 | Youssouf Sabaly       |       |     |
| SO          | 3  | Kalidou Koulibaly (c) |       |     |
| SO          | 4  | Pape Abou Cissé       |       |     |
| LO          | 22 | Abdou Diallo          |       | 62' |
| SZ          | 6  | Nampalys Mendy        | 90+4' |     |
| SZ          | 5  | Idrissa Gueye         | 90+6' |     |
| SZ          | 8  | Cheikhou Kouyaté      |       | 73' |
| RÚ          | 15 | Krépin Diatta         |       | 73' |
| SÚ          | 9  | Boulaye Dia           |       | 69' |
| LÚ          | 18 | Ismaïla Sarr          |       |     |
| Střídající: |    |                       |       |     |
| O           | 14 | Ismail Jakobs         |       | 62' |
| Ú           | 20 | Bamba Dieng           |       | 69' |
| Z           | 26 | Pape Gueye            |       | 73' |
| Ú           | 7  | Nicolas Jackson       |       | 73' |
| Trenér:     |    |                       |       |     |
| Aliou Cissé |    |                       |       |     |

| G              | 23 | Andries Noppert     |     |       |
| SO             | 3  | Matthijs de Ligt    | 56' |       |
| SO             | 4  | Virgil van Dijk (c) |     |       |
| SO             | 5  | Nathan Aké          |     |       |
| PKO            | 22 | Denzel Dumfries     |     |       |
| LKO            | 17 | Daley Blind         |     |       |
| SZ             | 11 | Steven Berghuis     |     | 79'   |
| SZ             | 21 | Frenkie de Jong     |     |       |
| PÚ             | 8  | Cody Gakpo          |     | 90+4' |
| SÚ             | 18 | Vincent Janssen     |     | 62'   |
| LÚ             | 7  | Steven Bergwijn     |     | 79'   |
| Střídající:    |    |                     |     |       |
| Ú              | 10 | Memphis Depay       |     | 62'   |
| Z              | 14 | Davy Klaassen       |     | 79'   |
| Z              | 20 | Teun Koopmeiners    |     | 79'   |
| Z              | 15 | Marten de Roon      |     | 90+4' |
| Trenér:        |    |                     |     |       |
| Louis van Gaal |    |                     |     |       |

| Muž zápasu: Cody Gakpo Asistenti rozhodčího: Bruno Boschilia Bruno Pires Čtvrtý rozhodčí: Andrés Matonte Náhradní rozhodčí: Nicolás Taran Videorozhodčí: Juan Soto Asistenti videorozhodčího: Nicolás Gallo Diego Bonfá Mauro Vigliano |

2. kolo

### Katar – Senegal
| 25. listopadu 2022 14:00 (UTC+3) |        |                                                     |                                                                        |
| Katar                            | 1 : 3  | Senegal                                             | Al Thumama Stadium, Dauhá diváci: 41 797 rozhodčí: Antonio Mateu Lahoz |
| Muhammad Muntarí 78'             | Zpráva | 41' Boulaye Dia 48' Famara Diédhiou 84' Bamba Dieng | Al Thumama Stadium, Dauhá diváci: 41 797 rozhodčí: Antonio Mateu Lahoz |

| Katar | Senegal |

| BR            | 22 | Mešál Baršam      |       |     |
| SO            | 17 | Ismail Muhammad   | 20'   |     |
| SO            | 16 | Búlem Chúchí      |       |     |
| SO            | 3  | Abdelkarim Hassan |       |     |
| PKO           | 2  | Ró-Ró             |       | 83' |
| LKO           | 14 | Homám Ahmed       | 45+2' | 83' |
| SZ            | 10 | Hasán Hajdoš (c)  |       | 74' |
| SZ            | 12 | Karim Búdiaf      |       | 69' |
| SZ            | 23 | Assím Madibo      | 90+1' |     |
| SÚ            | 19 | Almoéz Ali        |       |     |
| SÚ            | 11 | Akrám Afíf        |       |     |
| Nahrazující:  |    |                   |       |     |
| ZÁ            | 6  | Abdulazíz Hatem   |       | 69' |
| ÚT            | 9  | Muhammad Muntarí  |       | 74' |
| OB            | 4  | Muhammad Wád      |       | 83' |
| OB            | 5  | Tarek Salman      |       | 83' |
| Trenér:       |    |                   |       |     |
| Félix Sánchez |    |                   |       |     |

| BR           | 16 | Édouard Mendy         |     |     |
| PO           | 21 | Youssouf Sabaly       |     |     |
| SO           | 3  | Kalidou Koulibaly (c) |     |     |
| SO           | 14 | Ismail Jakobs         | 52' | 78' |
| LO           | 22 | Abdou Diallo          |     |     |
| SZ           | 5  | Idrissa Gueye         |     |     |
| SZ           | 6  | Nampalys Mendy        |     | 78' |
| PK           | 15 | Krépin Diatta         |     | 64' |
| OZ           | 19 | Famara Diédhiou       |     | 74' |
| LK           | 18 | Ismaïla Sarr          |     | 74' |
| SÚ           | 9  | Boulaye Dia           | 30' |     |
| Nahrazující: |    |                       |     |     |
| ZÁ           | 11 | Pathé Ciss            | 87' | 64' |
| ÚT           | 13 | Iliman Ndiaye         |     | 74' |
| ÚT           | 20 | Bamba Dieng           |     | 74' |
| OB           | 4  | Pape Abou Cissé       |     | 78' |
| ZÁ           | 17 | Pape Matar Sarr       |     | 78' |
| Trenér:      |    |                       |     |     |
| Aliou Cissé  |    |                       |     |     |

| Muž zápasu: Boulaye Dia Asistenti rozhodčího: Pau Cebrián Devís Roberto Díaz Pérez del Palomar Čtvrtý rozhodčí: Kevin Ortega Náhradní rozhodčí: Djibril Camara Videorozhodčí: Drew Fischer Asistenti videorozhodčího: Fernando Guerrero Nicolás Taran Adil Zourak |

### Nizozemsko – Ekvádor
| 25. listopadu 2022 17:00 (UTC+3) |        |                    |                                                                                 |
| Nizozemsko                       | 1 : 1  | Ekvádor            | Chalífův mezinárodní stadion, Al Raján diváci: 44 833 rozhodčí: Mustafa Ghorbal |
| Cody Gakpo 6'                    | Zpráva | 49' Enner Valencia | Chalífův mezinárodní stadion, Al Raján diváci: 44 833 rozhodčí: Mustafa Ghorbal |

| Nizozemsko | Ekvádor |

| BR             | 23 | Andries Noppert     |  |     |
| SO             | 2  | Jurriën Timber      |  |     |
| SO             | 4  | Virgil van Dijk (c) |  |     |
| SO             | 5  | Nathan Aké          |  |     |
| PZ             | 22 | Denzel Dumfries     |  |     |
| SZ             | 20 | Teun Koopmeiners    |  | 79' |
| SZ             | 21 | Frenkie de Jong     |  |     |
| LZ             | 17 | Daley Blind         |  |     |
| OZ             | 14 | Davy Klaassen       |  | 69' |
| SÚ             | 8  | Cody Gakpo          |  | 79' |
| SÚ             | 7  | Steven Bergwijn     |  | 46' |
| Nahrazující:   |    |                     |  |     |
| ÚT             | 10 | Memphis Depay       |  | 46' |
| ZÁ             | 11 | Steven Berghuis     |  | 69' |
| ÚT             | 19 | Wout Weghorst       |  | 79' |
| ZÁ             | 15 | Marten de Roon      |  | 79' |
| Trenér:        |    |                     |  |     |
| Louis van Gaal |    |                     |  |     |

| BR             | 1  | Hernán Galíndez    |     |     |
| PKO            | 17 | Angelo Preciado    |     |     |
| SO             | 25 | Jackson Porozo     |     |     |
| SO             | 2  | Félix Torres       |     |     |
| SO             | 3  | Piero Hincapié     |     |     |
| LKO            | 7  | Pervis Estupiñán   |     |     |
| PZ             | 19 | Gonzalo Plata      |     | 90' |
| SZ             | 20 | Sebas Méndez       | 57' |     |
| SZ             | 23 | Moisés Caicedo     |     |     |
| LZ             | 13 | Enner Valencia (c) |     | 90' |
| SÚ             | 11 | Michael Estrada    |     | 74' |
| Nahrazující:   |    |                    |     |     |
| ZÁ             | 16 | Jeremy Sarmiento   |     | 74' |
| ZÁ             | 10 | Romario Ibarra     |     | 90' |
| ÚT             | 26 | Kevin Rodríguez    |     | 90' |
| Trenér:        |    |                    |     |     |
| Gustavo Alfaro |    |                    |     |     |

| Muž zápasu: Frenkie de Jong Asistenti rozhodčího: Mokrane Gourari Abdelhak Etchiali Čtvrtý rozhodčí: Said Martínez Náhradní rozhodčí: Helpys Raymundo Feliz Videorozhodčí: Shaun Evans Asistenti videorozhodčího: Rédouane Jiyed Ashley Beecham Muhammad Taqi |

3. kolo 

### Ekvádor – Senegal
| 29. listopadu 2022 16:00 (UTC+3) |        |                                               |                                                                                |
| Ekvádor                          | 1 : 2  | Senegal                                       | Chalífův mezinárodní stadion, Al Raján diváci: 44 569 rozhodčí: Clément Turpin |
| Moisés Caicedo 67'               | Zpráva | 44' (pen.) Ismaïla Sarr 70' Kalidou Koulibaly | Chalífův mezinárodní stadion, Al Raján diváci: 44 569 rozhodčí: Clément Turpin |

| Ekvádor | Senegal |

| BR             | 1  | Hernán Galíndez    |  |     |
| PO             | 17 | Angelo Preciado    |  | 85' |
| SO             | 2  | Félix Torres       |  |     |
| SO             | 3  | Piero Hincapié     |  |     |
| LO             | 7  | Pervis Estupiñán   |  |     |
| DZ             | 8  | Carlos Gruezo      |  | 46' |
| SZ             | 21 | Alan Franco        |  | 46' |
| SZ             | 23 | Moisés Caicedo     |  |     |
| PÚ             | 19 | Gonzalo Plata      |  |     |
| SÚ             | 11 | Michael Estrada    |  | 64' |
| LÚ             | 13 | Enner Valencia (c) |  |     |
| Nahrazující:   |    |                    |  |     |
| ZÁ             | 5  | José Cifuentes     |  | 46' |
| ZÁ             | 16 | Jeremy Sarmiento   |  | 46' |
| ÚT             | 24 | Djorkaeff Reasco   |  | 64' |
| OB             | 25 | Jackson Porozo     |  | 85' |
| Trenér:        |    |                    |  |     |
| Gustavo Alfaro |    |                    |  |     |

| BR           | 16 | Édouard Mendy         |     |       |
| PO           | 21 | Youssouf Sabaly       |     |       |
| SO           | 3  | Kalidou Koulibaly (c) |     |       |
| SO           | 14 | Ismail Jakobs         |     |       |
| LO           | 22 | Abdou Diallo          |     |       |
| SZ           | 11 | Pathé Ciss            |     | 74'   |
| SZ           | 26 | Pape Gueye            |     |       |
| PK           | 13 | Iliman Ndiaye         |     | 74'   |
| OZ           | 5  | Idrissa Gueye         | 66' |       |
| LK           | 18 | Ismaïla Sarr          |     |       |
| SÚ           | 9  | Boulaye Dia           |     | 90+5' |
| Nahrazující: |    |                       |     |       |
| ZÁ           | 6  | Nampalys Mendy        |     | 74'   |
| ÚT           | 20 | Bamba Dieng           |     | 74'   |
| OB           | 4  | Pape Abou Cissé       |     | 90+5' |
| Trenér:      |    |                       |     |       |
| Aliou Cissé  |    |                       |     |       |

| Muž zápasu: Kalidou Koulibaly Asistenti rozhodčího: Nicolas Danos Cyril Gringore Čtvrtý rozhodčí: István Kovács Náhradní rozhodčí: Ovidiu Artene Videorozhodčí: Jérôme Brisard Asistenti videorozhodčího: Benoît Millot Ciro Carbone Drew Fischerd |

### Nizozemsko – Katar
| 29. listopadu 2022 16:00 (UTC+3)   |        |       |                                                               |
| Nizozemsko                         | 2 : 0  | Katar | Stadion Bajt, Al Chúr diváci: 66 784 rozhodčí: Bakary Gassama |
| Cody Gakpo 26' Frenkie de Jong 49' | Zpráva |       | Stadion Bajt, Al Chúr diváci: 66 784 rozhodčí: Bakary Gassama |

| Nizozemsko | Katar |

| BR             | 23 | Andries Noppert     |     |     |
| SO             | 2  | Jurriën Timber      |     |     |
| SO             | 4  | Virgil van Dijk (c) |     |     |
| SO             | 5  | Nathan Aké          | 52' |     |
| PZ             | 22 | Denzel Dumfries     |     |     |
| SZ             | 15 | Marten de Roon      |     | 82' |
| SZ             | 21 | Frenkie de Jong     |     | 86' |
| LZ             | 17 | Daley Blind         |     |     |
| OZ             | 14 | Davy Klaassen       |     | 66' |
| SÚ             | 8  | Cody Gakpo          |     | 82' |
| SÚ             | 10 | Memphis Depay       |     | 66' |
| Nahrazující:   |    |                     |     |     |
| ZÁ             | 11 | Steven Berghuis     |     | 66' |
| ÚT             | 18 | Vincent Janssen     |     | 66' |
| ÚT             | 19 | Wout Weghorst       |     | 82' |
| ZÁ             | 20 | Teun Koopmeiners    |     | 82' |
| ZÁ             | 24 | Kenneth Taylor      |     | 86' |
| Trenér:        |    |                     |     |     |
| Louis van Gaal |    |                     |     |     |

| BR            | 22 | Mešál Baršam      |  |     |
| SO            | 2  | Ró-Ró             |  |     |
| SO            | 16 | Búlem Chúchí      |  |     |
| SO            | 3  | Abdelkarim Hassan |  |     |
| PKO           | 17 | Ismail Muhammad   |  | 85' |
| LKO           | 14 | Homám Ahmed       |  |     |
| SZ            | 10 | Hasán Hajdoš (c)  |  | 64' |
| SZ            | 23 | Assím Madibo      |  | 64' |
| SZ            | 6  | Abdulazíz Hatem   |  | 85' |
| SÚ            | 19 | Almoéz Ali        |  | 64' |
| SÚ            | 11 | Akrám Afíf        |  |     |
| Nahrazující:  |    |                   |  |     |
| ZÁ            | 8  | Ali Assadalla     |  | 64' |
| ZÁ            | 12 | Karim Búdiaf      |  | 64' |
| ÚT            | 9  | Muhammad Muntarí  |  | 64' |
| OB            | 13 | Musab Cheder      |  | 85' |
| ÚT            | 7  | Ahmed Alaaeldin   |  | 85' |
| Trenér:       |    |                   |  |     |
| Félix Sánchez |    |                   |  |     |

| Muž zápasu: Davy Klaassen Asistenti rozhodčího: Elvis Noupue Mahmoud Abouelregal Čtvrtý rozhodčí: Ma Ning Náhradní rozhodčí: Šao Ji Videorozhodčí: Rédouane Jiye Asistenti videorozhodčího: Adil Zoura Mokrane Gourari Julio Bascuñán |

## Disciplína
Body fair play se použijí jako rozhodující, pokud jsou celkové a vzájemné výsledky týmů vyrovnané. Ty se vypočítávají na základě žlutých a červených karet obdržených ve všech zápasech skupiny takto:
- žlutá karta: — 1 bod;
- nepřímá červená karta (druhá žlutá karta): — 3 body;
- přímá červená karta: — 4 body;
- žlutá karta a přímá červená karta: — 5 bodů;

V jednom zápase lze na hráče uplatnit pouze jeden z výše uvedených odečtů.
| Tým        | 1. Kolo | 1. Kolo                                                    | 1. Kolo   | 1. Kolo                         | 2. Kolo | 2. Kolo                                                    | 2. Kolo   | 2. Kolo                         | 3. Kolo | 3. Kolo                                                    | 3. Kolo   | 3. Kolo                         | Body |
| Tým        |         | Žlutá karta udělena · Žlutá karta udělena opět · Vyloučení | Vyloučení | Žlutá karta udělena · Vyloučení |         | Žlutá karta udělena · Žlutá karta udělena opět · Vyloučení | Vyloučení | Žlutá karta udělena · Vyloučení |         | Žlutá karta udělena · Žlutá karta udělena opět · Vyloučení | Vyloučení | Žlutá karta udělena · Vyloučení | Body |
| ---------- | ------- | ---------------------------------------------------------- | --------- | ------------------------------- | ------- | ---------------------------------------------------------- | --------- | ------------------------------- | ------- | ---------------------------------------------------------- | --------- | ------------------------------- | ---- |
| Nizozemsko | 1       |                                                            |           |                                 |         |                                                            |           |                                 | 1       |                                                            |           |                                 | −2   |
| Ekvádor    | 2       |                                                            |           |                                 | 1       |                                                            |           |                                 |         |                                                            |           |                                 | −3   |
| Senegal    | 2       |                                                            |           |                                 | 3       |                                                            |           |                                 | 1       |                                                            |           |                                 | −6   |
| Katar      | 4       |                                                            |           |                                 | 3       |                                                            |           |                                 |         |                                                            |           |                                 | −7   |